# نیکلاس سامر
نیکلاس سامر (انگلیسی: Niklas Sommer؛ زادهٔ ۲ آوریل ۱۹۹۸) بازیکن فوتبال اهل آلمان است.
وی همچنین در تیم ملی فوتبال Germany U16 بازی کرده‌است.